# Donatella Baglivo
Donatella Baglivo (Tricase, 18 maggio 1946) è una regista, montatrice e sceneggiatrice italiana.

## Biografia
Nata nel Salento leccese, all'età di 16 anni realizza il suo primo lungometraggio. Alla fine degli anni sessanta inizia una lunga collaborazione con la Rai nella produzione e nel montaggio di film, serie tv e documentari.
Direttrice dello studio cinematografico CIAK 2000 s.r.l., tra le produzioni della cineasta ci sono numerose puntate della collana I grandi del cinema italiano, documentari con interviste ad attori, registi e scrittori come Totò, Federico Fellini, Franco Zeffirelli, Alberto Sordi e Virna Lisi, Pupi Avati e Cinzia TH Torrini. L'archivio di questa produzione è raccolto nel progetto Officina della cultura
Il suo documentario Un poeta nel cinema: Andrej Tarkovskij viene presentato nella sezione Un Certain Regard del Festival di Cannes 1984.
Dal 10 aprile 2024 percepisce l'assegno vitalizio previsto dalla legge Bacchelli.
Suo fratello è il montatore RAI Silvio Baglivo.

## Filmografia

### Cinema

#### Regista
- Il cinema è un mosaico fatto di tempo - documentario (1982)
- Un poeta nel cinema: Andrej Tarkovskij - documentario (1983)
- Andrej Tarkovskij in Nostalghia - documentario (1984)
- Türkan Şoray: La cinepresa è il mio amore - documentario (2001)
- ...e dopo cadde la neve (2005)

#### Montatrice
- Nelle pieghe della carne, regia di Sergio Bergonzelli - non accreditata (1970)
- La città del sole, regia di Gianni Amelio (1973)
- Divine Waters, regia di Vito Zagarrio - documentario (1981)
- Stelle emigranti, regia di Francesco Bortolini e Claudio Masenza - documentario (1982)
- Un poeta nel cinema: Andrej Tarkovskij, regia di Donatella Baglivo - documentario (1983)
- Türkan Şoray: La cinepresa è il mio amore, regia di Donatella Baglivo - documentario (2001)

#### Produttrice
- Divine Waters, regia di Vito Zagarrio - documentario (1981)
- D O M, regia di Francesco Galli - cortometraggio (2021)

### Televisione
- Storie e leggende dei nostri castelli - serie TV documentaristica (1989-1990)
- Carissima Hollywood - serie TV documentaristica (1988-1992)
- I grandi del cinema italiano - serie TV documentaristica (1995-2000)

### Altre opere
- Theo Anghelopoulos - La strada per Dotsiko (1979)
- Eugène Ionesco - Il sorriso dell'angelo ribelle (1980)
- Dilettanti in TV - serie TV (1992)
- Raffaele Cutolo (1994)
- Lorenzo Nuvoletta (1994)
- La strage di Natale (1994)
- I gay nell'esercito (1995)
- Villa Vigoni - Italia e Germania, un laboratorio di cultura europea (1996)
- Israele - Tra storia e religioni (1999)
- Parchi italiani - documentario (2000)
- Appia Antica - Regina Viarum  (1999)
- Angelo Giuseppe Roncalli - La mia vita a Istanbul (2000)
- Cinecittà (2000)
- Sulle orme di Marco Polo (2002)
- Commedia Bluff (2002)
- Emigranti - Storie del 900 (2002)
- Alda Merini - La forza della poesia (2004)
- Giulio Andreotti - Il prezzo del potere (2008)

## Pubblicazioni
- Donatella Baglivo, Accadde in moviola, Protos Edizioni.